# Anilocra montti
Anilocra montti es una especie de crustáceo isópodo marino del género Anilocra, familia Cymothoidae.
Fue descrita científicamente por Thatcher & Blumenfeldt en 2001.

## Distribución
Esta especie se encuentra en Chile.